# 但澤要塞師 (德國國防軍)
但泽要塞师（德語：Festungs-Division Danzig）是第二次世界大战期间德国国防军的一支短暂存在的大型部队。

## 历史
该师于1945年1月上旬在西普鲁士首府、第1军区总部但泽组建，负责防御苏联的进攻。该师最初被包围在但泽。
在苏联红军猛烈的攻势下，1945年3月28日，该师在但泽向红军投降。但澤要塞師的唯一指挥官是沃尔特·弗雷塔格少将 。

## 資料來源
1. ↑  Samuel W. Mitcham. . Stackpole Books. 2007: 149. ISBN 978-0-8117-3437-0.